# Симанковский сельсовет
Симанковский сельсовет — упразднённая административно-территориальная единица, существовавшая на территории Московской губернии и Московской области до 1939 года.
Симанковский сельсовет возник в первые годы советской власти. По данным 1922 года он находился в составе Серединской волости Волоколамского уезда Московской губернии.
В 1925 году Симанковский с/с был упразднён, но уже в 1926 году восстановлен.
По данным 1926 года в состав сельсовета входили 2 населённых пункта — Симанково, Лукошкино и Маевка.
В 1929 году Симанковский с/с был отнесён к Шаховскому району Московского округа Московской области.
17 июля 1939 года Симанковский с/с был упразднён, а его территория передана в Холмецкий с/с.